# Echinamoebidae
Az Echinamoebidae az Amoebozoa kládja a Comandonia, a Micriamoeba, az Echinamoeba és a Filamoeba nemzetségekkel. Fajai szabadon élők, egyes fajai azonban betegséget is okozhatnak. Korábban a Tubulinea bazális vagy a Gymnamoebia ismeretlen helyzetű csoportjaként és az Arcellinidában is elhelyezték.
A Hartmannellához hasonló ősből fejlődött ki, és hozzá hasonlóan termotoleráns: akár 52 °C-os vizes tartályokban és hévforrásokban is előfordulhat, és felveheti a Legionella pneumophila baktériumot.

## Történet
Frederick Page hozta létre 1975-ben az Echinamoeba és a Hartmannella elkülönítésével, 1976-ban és 1988-ban pedig a Filamoebát is idehelyezte. 1987-ben a Gymnamoebia csoportba sorolta ismeretlen helyzettel, Korábban az Arcellinidába is sorolták.
Korábban ide sorolták a Vermamoeba nemzetséget, ezt később önálló csoportba helyezték, ez a Vermamoebida.

## Morfológia
Közel hengeres állábai alállábakkal rendelkeznek, melyek kisebbek, mint az Acanthamoebidae esetén. Héja nincs. Egyszerre 1 állábat képez.

## Élőhely
Jégkockákban, zuhanyfejekben és talajban is él. Nincs ismert tengeri faja. Az Echinamoeba-morfológia feltehetően Hartmannella-szerű ősből fejlődött ki, és a morfológia kiemelése háttérbe szoríthatja a két taxon kapcsolatait.

## Életciklus
Nincs bizonyíték ivaros szaporodására. Egyes fajai, például az Echinamoeba exundans és az Echinamoeba silvestris cisztát képezhetnek.

## Filogenetika
Lahr et al. szerint a Tubulinea bazális kládja, míg Kang et al. szerint az Arcellinida, az Euamoebida és a Leptomyxida kládjának (Elardia) testvércsoportja, Tekle et al. ez utóbbi helyességét mutatta ki.
18S rDNS-filogenetika alapján a Tubulineába tartozó klád, testvércsoportja a Vermamoebidae, ezek együtt alkotják az Echinamoebidát.

## Jelentőség
Fajai szabadon élők, de patogének lehetnek, és Legionella-fajokat hordozhatnak.